# (31988) Jasonfiacco
2000 HT29 (asteroide 31988) é um asteroide da cintura principal. Possui uma excentricidade de 0.15848200 e uma inclinação de 2.24001º.
Este asteroide foi descoberto no dia 28 de abril de 2000 por LINEAR em Socorro.